# Argent-sur-Sauldre
Argent-sur-Sauldre és un municipi francès, situat al departament de Cher i a la regió de Centre – Vall del Loira. L'any 2007 tenia 2.255 habitants.

## Demografia

### Població
El 2007 la població de fet d'Argent-sur-Sauldre era de 2.255 persones. Hi havia 1.022 famílies, de les quals 361 eren unipersonals (166 homes vivint sols i 195 dones vivint soles), 357 parelles sense fills, 239 parelles amb fills i 65 famílies monoparentals amb fills.
La població ha evolucionat segons el següent gràfic:
Habitants censats

### Habitatges
El 2007 hi havia 1.292 habitatges, 1.040 eren l'habitatge principal de la família, 141 eren segones residències i 111 estaven desocupats. 1.175 eren cases i 115 eren apartaments. Dels 1.040 habitatges principals, 669 estaven ocupats pels seus propietaris, 343 estaven llogats i ocupats pels llogaters i 28 estaven cedits a títol gratuït; 13 tenien una cambra, 98 en tenien dues, 235 en tenien tres, 356 en tenien quatre i 338 en tenien cinc o més. 749 habitatges disposaven pel capbaix d'una plaça de pàrquing. A 532 habitatges hi havia un automòbil i a 344 n'hi havia dos o més.

### Piràmide de població
La piràmide de població per edats i sexe el 2009 era:
| Homes | Edats   | Dones |
| ----- | ------- | ----- |
| 8     | 95 o +  | 8     |
| 8     | 90 a 94 | 32    |
| 24    | 85 a 89 | 40    |
| 24    | 80 a 84 | 56    |
| 56    | 75 a 79 | 56    |
| 60    | 70 a 74 | 92    |
| 76    | 65 a 69 | 100   |
| 40    | 60 a 64 | 76    |
| 72    | 55 a 59 | 68    |
| 88    | 50 a 54 | 80    |
| 84    | 45 a 49 | 60    |
| 96    | 40 a 44 | 76    |
| 80    | 35 a 39 | 80    |
| 84    | 30 a 34 | 64    |
| 72    | 25 a 29 | 76    |
| 52    | 20 a 24 | 44    |
| 76    | 15 a 19 | 60    |
| 92    | 10 a 14 | 100   |
| 84    | 5 a 9   | 80    |
| 56    | 0 a 4   | 52    |

## Economia
El 2007 la població en edat de treballar era de 1.314 persones, 964 eren actives i 350 eren inactives. De les 964 persones actives 875 estaven ocupades (484 homes i 391 dones) i 89 estaven aturades (58 homes i 31 dones). De les 350 persones inactives 183 estaven jubilades, 78 estaven estudiant i 89 estaven classificades com a «altres inactius».

### Ingressos
El 2009 a Argent-sur-Sauldre hi havia 1.054 unitats fiscals que integraven 2.289 persones, la mediana anual d'ingressos fiscals per persona era de 16.615,5 €.

### Activitats econòmiques
Dels 110 establiments que hi havia el 2007, 1 era d'una empresa extractiva, 5 d'empreses alimentàries, 1 d'una empresa de fabricació d'elements pel transport, 9 d'empreses de fabricació d'altres productes industrials, 19 d'empreses de construcció, 26 d'empreses de comerç i reparació d'automòbils, 4 d'empreses de transport, 11 d'empreses d'hostatgeria i restauració, 2 d'empreses d'informació i comunicació, 5 d'empreses financeres, 5 d'empreses immobiliàries, 6 d'empreses de serveis, 8 d'entitats de l'administració pública i 8 d'empreses classificades com a «altres activitats de serveis».
Dels 35 establiments de servei als particulars que hi havia el 2009, 1 era una oficina d'administració d'Hisenda pública, 1 gendarmeria, 1 oficina de correu, 3 oficines bancàries, 2 tallers de reparació d'automòbils i de material agrícola, 1 autoescola, 4 paletes, 2 guixaires pintors, 3 fusteries, 4 lampisteries, 1 electricista, 1 empresa de construcció, 3 perruqueries, 5 restaurants, 2 agències immobiliàries i 1 saló de bellesa.
Dels 9 establiments comercials que hi havia el 2009, 1 era un hipermercat, 1 una gran superfície de material de bricolatge, 2 fleques, 1 una fleca, 1 una carnisseria, 1 una botiga de roba, 1 una botiga de mobles i 1 una joieria.
L'any 2000 a Argent-sur-Sauldre hi havia 26 explotacions agrícoles que ocupaven un total de 2.882 hectàrees.

## Equipaments sanitaris i escolars
El 2009 hi havia 1 farmàcia i 1 ambulància.
El 2009 hi havia 1 escola maternal i 1 escola elemental.

## Poblacions més properes
El següent diagrama mostra les poblacions més properes.